# شیوه‌نامه آی‌تریپل‌ئی
شیوه‌نامهٔ آی‌تریپل‌ئی یک روش رایج پذیرفته‌شده برای نوشتن مقاله‌های تحقیقاتی در زمینهٔ فناوری، به ویژه علوم رایانه و الکترونیک است که توسط مؤسسه مهندسان برق و الکترونیک تعریف شده. کلیهٔ پیش‌نگاشت‌هایی که برای انتشارات این مؤسسه فرستاده می‌شوند باید از این شیوه‌نامه پیروی کنند.

## ویژگی‌ها
در این شیوه‌نامه لازم نیست حتماً از منبع به صورت درون‌خطی یاد شود، اما در صورت استفاده، باید یادکرد را با یک شماره درون براکت ([]) مشخص کرد. هر بخشی از یادکرد که کاربردی نباشد—مانند اطلاعاتی از منبع که در دسترس نیست—حذف می‌شود. برای نمونه اگر تاریخ نشر مقاله‌ای که در یک وب‌گاه منتشر شده مشخص نباشد، در یادکرد آن وب‌گاه هیچ تاریخی نمی‌آید. برای غلط‌یابی املایی مقاله‌ها باید از فرهنگ دانشگاهی وبستر نیو ورلد∗ استفاده شود و دستور زبان باید مطابق شیوه‌نامهٔ شیکاگو باشد. برابر شیوه‌نامهٔ آی‌تریپل‌ئی، تنها باید به آثاری ارجاع داد که در یک کتابخانه، مخزن یا بایگانی برای پژوهشگران در دسترس باشند. در این شیوهٔ ارجاع‌دهی، هر منبع تنها یک شماره خواهد داشت، برای تشخیص محل دقیق ارجاع‌های درون‌خطی، باید اطلاعات بیشتری در درون براکت‌ها فراهم آورد.